# رسوم الأطفال

## رسومات الأطفال
استخدم الإنسان الرسوم منذ القدم، ولعل ما سجله قدماء المصريين على جدران المعابد والكهوف من رسومات ونقوش خير دليل على أهمية ودلالة الرسوم بالنسبة لهم، حيث كانت الرسوم هي اللغة التي يعبرون بها عن أفكارهم ومشاعرهم تجاه الأفراد الذين يعيشون معهم، ويعبرون بها كذلك عما يخبرونه من أحداث في بيئتهم وما يتطلعون إلى تحقيقه من رغبات وآمال، حيث كانت لغتهم الهيروغليفية ذاتها عبارة عن أشكال مصورة، ومن المعروف أن اللغات القديمة في العصور الأولى كانت تعبر عن الأفكار بلغة مرسومة، بينما تعبر اللغات الحديثة عن الأفكار بالكلمات..
في مجال علم النفس نعتبر رسوم الأطفال ــ وكذا رسوم الكبار والمرضى بصفة خاصة ــ بمثابة لغة مصورة يعبر من خلالها الأطفال عن أنفسهم، حيث يعكسون عبر رسوماتهم ما يشعرون به تجاه ذاتهم، ويعبرون من خـلالها أيضا عن علاقتهم ببيئتهم وبالآخرين من حولهم كبارا وصغارا سواء في الأسرة أو المدرسة أو في الشارع.. وإلى جانب ما سبق فإن رسوم الأطفال تعكس كذلك ما يعاني منه الأطفال من مشكلات واضطرابات نفسية، ومن ثم فإنه يمكن الاسـتفادة من رسوم الأطفال في تشخيص مشكلاتهم، والرسوم من حيث هي لغة إنما هي لغة بدائية يعبر من خلالها الإنسان عن أفكاره، وأحاسيسه، ومشاعره، وأفعاله، ومعتقداته الدينية، وهذا مسجل من خلال النقوش الخاصة بالفراعنة في المعابد.. كذلك نجد أن صغار الأطفال يعبرون بتلقائيتهم المعروفة على الجدران في الشارع وداخل المنزل لكي يعكسون مشاعرهم الحقيقية تجاه أنفسهم والآخرين، ومن ثم كانت الرسوم وسيلة ممتازة لارتياد عالم الطفل، في الوقت الذي تكون فيه اللغة المنطوقة قاصرة عن تحقيق ذلك.
وتعد رسوم الأطفال أسلوب بديل للغة الحوار، إذ أن لدى الإنسان القدرة على أن يحول الأفكار إلى صور بالقدر الذي يمكن فيه أن يحول الصور إلى أفكار وكلمات، ومن ثم تعد الرسوم وسيلة جيدة لكشف الصراعات النفسية، حيث تستطيع المكبوتات العودة مرة أخرى إلى مسرح الشـــعور بطريقة رمزية مسقطة عبر الخطوط التلقائية لرسومات الأطفال المضربين نفسيا، وأن الأخصائي النفسي يستطيع أن يتفهم حالة الطفل النفسية ويشخص مشكلته من تحليله لرسومه والتعرف على دلالات تفاصيل الموضوعات المرسومة ونسبها ومنظورها واستخدامات اللون فيها.. وفي هذا يمكن توجيه الطفل إلى رسم موضوعات محددة وجد أن لها قيمتها في التشخيص مثل: رسم الأســرة، ورسم المنزل والشجرة والشخص، ورســم الشــخص) الذكري والأنثوي (وغيرها... ويمكن كذلك استخدام الرسم الحر الذي يساعدنا في الوصول رأســا إلى اللاشعور.

## تعريف رسوم الأطفال
المقصود برسوم الأطفال هي تلك التخطيطات الحرة التي يعبرون بها علي أي سطح كان، منذ بداية عهدهم بمسك القلم أي في السن التي يبلغون عندها عشرة شهور تقريبا، الي ان يصلوا الي مرحلة البلوغ.

## سيكلوجية رسوم الأطفال
أحد فروع علم النفس الذي يبحث الحقائق السيكلوجية المتعلقة بظهور رسوم الأطفال وتطورها في مختلف مراحل النمو والطرق التي يتعبها الأطفال في التعبير بالإشكال في كل مرحلة من هذه المراحل أي يبحثها من جميع النواحي النفسية، والعقلية والفنية كما يكشف النقاب عن الاسباب والدوافع التي تؤثر في ظهور الرسوم بشكلها المميز، ويوضح النظريات التي يفسرها والتوجيهات التي يمكن استخدامها مع حل مشكلات الطفل السيكلوجية، ونموه الفني فيساعد بذلك علي تحقيق صحة هذه الجوانب الهامة لدي الطفل في اثناء نموه.

## أهمية دراسة سيكلوجية رسوم الأطفال
ان لهذه الدراسة اهمية كبري للمربي وللمحل النفسي وعالم النفس والأدب فهي مهمة بالنسبة للمربي كيلا يفسر إنتاج الأطفال الشكلي تفسيرا خاطئا ومن ثم يمكنه ان يوجه اطفالة التوجيه التربوي الصحيح اما اهمية الدراسة لعالم التحليل النفسي فتتضح في قيمتها التشخيصية فالرسوم التي يقوم بها الأطفال وبخاصة قبل معرفتهم بالقراءة والكتابة وقبل تعلمهم الكلام أو أي اسلوب اخر من اساليب التعبير تقدم للمحلل النفسي سجلا لتاريخ حياة الطفل يمكنه بدراسته تشخيص المرض النفسي الذي ينتاب الطفل وعلي ذلك يعرف اسبابة ويقترح العلاج المناسب له.
وهذه الدراسة مفيدة أيضا لعالم النفس في هذه المراحل نفسها لأنة يمكنه ان يعتمد عليها في قياس
ذكاء الأطفال ومعرفته المختلفة عامة لان رسوم الأطفال لاتعكس شخصية فحسب وإنماء عبر نموذج حي لحالة الطفل العقلية والنفسية والجسمية التي ينفس عنها اثناء تعبيره اما اهمية دراسة سيكولوجيه رسوم الأطفال للأدب فأنها تفيده في تفهم طبيعة طفلة في هذه الناحية من نواحي نموه فيمكنه من معاونته على تنمية التعبيرات المتفقة منه عما يقدمه له من وسائل تعمل على استمراره فيها لاسيما في تلك المرحلة الأولى التي تغرس فيها بذور الحياة المستقبلة.
ان دراسة سيكولوجية رسوم الأطفال لا ترجع إلى عهد طويل إذ انها تمتد إلى نحو (65).عاما.
وقد كشفت لنا هذه الدراسة حقيقية عامة وهي للأطفال فنا خاصا بهم له قوانينه وقواعده ونظمه ومميزاته كما انه له علاقة بالأسس الفنية الصحيحة التي بنى عليها الفن القديم والحديث وعلى ذلك فمن العبث ان نقيس قيمة فن الأطفال بالمقاييس الأكاديمية كما انه لا يسهل
علينا فهم هذا الفن والاستمتاع به وتوجيهه الوجهة الصحيحة مالم نتخلص من النظرة المحدودة عند تقديره.
طرق البحث في رسوم الأطفال
ان الطرق التي يصح ان تتبع في دراسة رسوم الأطفال يمكن حصرها في اربع طرق رئيسية.
• أولا:-طريقة الملاحظة العرضية.
• ثانيا:-طريقة البحث في نتائج استخرجت تحت ظروف مقننة.
• ثالثا:-طريقة المقارنة
• رابعا:-طريقة جامعة تعتمد علي الطرق السابقة.
المرحلة الاولي:-
التخطيطات غير المنظمة:-وهي تخطيطا ت ومضطربة تأتي نتيجة التصاق القلم بالورقة وتبدأ في سن 10شهور الي سنا تقريبا
التخطيطات الموجبة أو الطولية؛-عندما يبلغ الطفل سنة ونصف تقريبا يبدأ يخطط تخطيطات بندوليه
وفيها تكرار لنوع واحد من الحركات يأتي نتيجة تحكم في قواه الحركية الي حد ما.
التخطيطات الدائرية:-ويتحكم الطفل تدريجيا في عضلاته ويقدر علي ضبطها الي حد ما فيبدأ يخطط تخطيطات دائرية ويزاولها فيما بعد.
المرحلة الثانية:الخط سن 4في المرحلة نلاحظ ان التحكم في الرؤية أخذ في التقدم ويصبح رسم الإنسان هو الموضوع المحبب ويرسمة الطفل قي صورة دائرية لتمثيل الراس ونقطتين للعينين وزوج من الخطوط المفردة للارجل ثم يضيف دائرة ثانية لتمثيل الجسم وفي بعض يضع زوجا من الخطوط لتمثيل الذراعين ويلاحظ
أن الاقدام تظهر في الرسم كثر من الذراعين
المر حلة الثالثة الرموزالوصفية ويكون في هذه المرحلة رسم بعناية ولكن في صورة رمزية بدائية وتوضع التفاصيل بشكل غفل ولكن الطفل يحافظ إلي درجة كبيرة على نفس الشكل لتحقيق أغلب أغراضة ويحدث هذا في مدة طويلة

المرحلة الرابعة:الرسوم الواقعية الوصفية من 7-8• مازالت الرسوم في هذه المرحلة منطقية فالطفل يضع علي الورق ما يعرفه لا ما يراه ويحاول ان ينقل أو يعبر أو يدون كل ما يتذكره أو كل ما يهتم به في الموضوع.
• ويصبح الموجز الشكلي في هذه المرحلة أكثر صدقا من ناحية التفاصيل ويتخذ الطفل الرسم الجانبي كمحور في تعبيراته ولكن المنظور والظل والنور والغموض والقواعد التي تمكن المصور من محاكاة الاشياء بصورة تامة لاتظهر
• بوضوح والطفل لايعيرها اهمية ويظهر اهتماما بإبراز التفاصيل الزخرفية
المرحلة الخامسة:الواقعية البصرية من سن 9 -11• ينتقل الطفل من مرحلة الرسم من الذاكرة والخيال الي مرحلة
• الرسم من الطبيعة.وتنقسم هذه المرحلة الي مظهرين:-
• مظهر البعدين:-ويستخدم فيها الخط الخارجي فقط.
• مظهر الثلاثة ابعاد:-ويحاول الطفل ان يظهر صفة الصلابة
المرحلة السادسة:مرحلة الكبت من سن 11-14
• وتأخذ مظهرها في سن الثالثة عشرة تقريبا يظهر فيها التقدم
• من ناحية ابراز الاشكال وهو متأن في رسمه، ليس مغترا ولكنة مثبط العزم واهتمامه وشغفة ينتقل الي التعبير عن طريقة اللغة وإذا أستمر الطفل في الرسم فانه يفصل التصميمات الاصطلاحية ويندر وجود الإنسان في رسومه
المرحلة السابعة:النشاط الفني الجديد –البلوغ المبكر •
ومن سن الخامسة عشر تقريبا يأخذ رسم الفتي في النضوج ويدخل في نشاط فني أصيل ويصبح قادرا ان يحكي لنا قصة ومن الممكن التميز بين رسوم الجنسين تمييزا واضحا فالبنات يظهر حبهن للألوان الغنية والأشكال الدقيقة وللخط الجميل اما الفتيان فيميلون استخدام الرسم كوسيلة صناعية
• والية للتنفس وهذه المرحلة قد لايصل اليها الفرد اطلاقا ويرجع هذا الي الكبت الذي حدث في المرحلة السابقة.
==تعبيرات الأطفال والفنون القديمة ==
• لقد بين كثير من الكتاب ان الطرق التي يستخدمها الأطفال في رسومهم لها علاقة بالأساليب التعبيرية في فن الأطفال لها جذورها في نمو الجنس البشري كله وأكثر من ذلك في تركيب الفرد العضوي وبديهي ان تنمية هذه الطرق لها ارتباط وثيق بكيان الفرد والتي تستند الي تاريخ واضح في تنمو البشرية هي في حد ذاتها تنمية للفرد كما انها في نفس الوقت تعتبر مفتاح لتربية اجتماعية شاملة إذ ان الفرد عضو في مجموعة يؤثر فيها ويتأثر بها فاساليبة التعبيرية في الفن تعتبر واسطته للتكيف الاجتماعي
==لماذا يرسم الطفل؟==
دوافع الطفل إلى التعبير الفني
تصنف الدوافع إلى: دوافع بيولوجيه: وهي ولاديه ذات اساس فسيولوجي، ولا يغير فيها التعليم تغييرا جوهريا، كما لايؤدي إلى الغائها وهي لا تتأثر به سوى فيما يتصل بطريقه التعبير عنها ومن امثلتها دوافع الحفاظ على الحياة كالدافع إلى الطعام وإلى الشراب وإلى التنفس والإخراج
دوافع اجتماعيه: وهي دوافع مكتسبه يتعلمها الفرد الإنساني من بيئته وثقاته بطريقة مقصوده أو غير مقصوده ومن امثلتها الدافع إلى التقدير الاجتماعي وإلى التعبير عن الذات وتأكيدها.
.....
ان الاشكال الفنية المختلفة بما تكفله من فرص التعبير الحر، تعد وسيله هامه لتحقيق التوافق الداخلي للفرد، فهي تسمح للمشاعر والانفعالات التي لا يمكن التعبير عنها لفظيا بالانطلاق، كما تيسر الفرصة لإشباع الرغبات التي لم تجد فرصه للإشباع في الواقع. ويعد التعبير الفني من هذه الزاوية وسيله للإسقاط، يعكس من خلالها الطفل مفهومه عن ذاته وعن الاخرين، وعلاقته بهم واتجاهاته نحوهم. كما يعكس ما قد يعتمل داخله من حاجات ومشاعر وانفعالات ومخاوف في صورة مرئية مستعينا على ذلك بمختلف الاساليب والصيغ البلاغيه التشكليه كالإهمال والتصغير والحذف والمبالغة شعوريا ولا شعوريا

## اهميه الرسم
يعد الرسم وسيلة مهمة من وسائل التعبير عن ما يدور داخل خلجات النفس البشرية من انفعالات وعواطف وآمال وهو انعكاس لرؤية الأشياء المحيطة بالإنسان وهو وسيلة من وسائل الإتصال بالعالم المحيط بوصفه لغة تعبيرية تخاطب البشر جميعاً، وللأطفال والتلامذة خصوصيتهم، إذ يعبرون من خلال الخطوط والألوان وتكوين الأشكال عن ما يدور في مخيلتهم و ((قد تكون الكتابة والرسم وغيرها من وسائل الإتصال الثقافي والتعبيري الوسيلة الوحيدة الممكنة والمقبولة كي يستعيد الأطفال من خلالها براءاتهم وخيالاتهم والتي تأتي عن طريق الرسم أو الصورة الملونة المطبوعة على صفحات المجلة أو الكتاب الخاص بهم)) و ((إن الرسم عند الأطفال فن قائم بذاته، يستقي تعبيراته وألوانه من عالم الطفل نفسه، الأمر الذي دعا الكثير من علماء النفس إلى الانتباه إلى رسوم الأطفال الحرة والتي يمكن أن تكشف جوانب متعددة من مراحل نمو الطفل العقلي، فالخطوط التي تلاحظها في رسومه تخفي وراءها الكثير مما يمكن تعلمه، فالخبرة الجمالية في رسوم الأطفال يمكن أن تعكس الخبرة العقلية والنفسية، ويمكن استخدام التعبيرات في الرسوم لقياس وتطوير مستوى النضج العقلي وإستنتاج بعض النواحي السيكولوجية المهمة عنه))

## أثر الرسم في التعبير عن الإحساس وبناء الشخصية
إن التلميذ الذي يمارس الأنشطة التشكيلية إنَّما يعبر بحرية عن مشاعره وإحساسه الداخلي تجاه الأشياء المحيطة به وإن هذه الحرية تمنحه الثقة بنفسه والشعور بالإطمئنان. وحين إتجهت أنظار العلماء إلى دراسة فنون الأطفال بوصفها مظهر من مظاهر حياتهم فقد استنتجت هذه البحوث حقائق متصلة بفنون الأطفال وإتجاهاتهم عند التعبير ومنها: ((الرسم بالنسبة للطفل لغة، أي نوع من التعبير، أكثر من كونه وسيلة لخلق شيء جميل ودلت التجارب على أن هناك صلة كبيرة بين الإتجاهات المتبعة في رسوم الأطفال جميعاً وتطور تعبيراته الفنية بصرف النظر عن بيئاتهم المختلفة)).ولكون درس التربية الفنية من الدروس المنهجية المهمة للمرحلة
الابتدائية، إذ يتضمن مادة الرسم وهي من المواد الرئيسية والضرورية فيه وذلك لتوافر أدواته ومستلزماته نوعاً ما لدى التلامذة، وإن هذا الدرس له أعظم التأثير على حياة التلميذ منذ بداية نشأته لأنه يسهم في تكوين شخصيته وإتجاهات نموه، فإذا أهمل التلميذ ممارسته للرسم منذ البداية فإنَّه حتماً سيتعرض لتأثيرات نفسية كالخوف والفشل والخجل والكبت والشعور بالنقص وهذا ما يتفق عليه علماء النفس، فالأطفال إذا نشأوا محرومين من أنشطتهم فإنهم سيلاقون صعوبات في التكيف للحياة المستقبلية التي احتوت التأثيرات والحوادث العديدة والعيش في عالم مضطرب. جاء في المؤتمر السنوي الثالث لمديرية النشاط المدرسي في المديرية العامة للتربية في محافظة بابل وضمن المعطيات التربوية في البحث الموسوم (النشاطات الفنية لمديرية النشاط المدرسي للعام الدراسي (2006-2005 إن ممارسة الفنون التشكيلية تساعد في تقويم شخصية التلامذة من خلال زيادة قدرتهم على استخدام الخيال والتكيف العاطفي والحسي والذوقي والجمالي وإن ممارسة التلميذ والطالب لأعمال الرسم وغيرها وكيفية إستخدامه للخطوط والألوان تساعد على اكتشاف شخصيته وإحساسه بالأشياء، ويمكن للفنون التشكيلية أن تكون عاملاً مساعداً لاكتشاف المشاكل النفسية والاجتماعية التي يعاني منها التلامذة والطلبة والمساعدة في إيجاد الحلول لها ومعالجتها وتصحيحها

## أثر الرسم في اكتشاف الموهبة
من خلال الرسم نستطيع أن نكتشف التلميذ الموهوب الذي يتميز عن غيره بقوة الخط وتنسيق الألوان واختيار الموضوع والخيال الواسع وقدرة غير عادية له ليبرز ويتميز عن أقرانه من التلامذة و ((يجب أن نعتبر الطفل الموهوب كنزاً ثميناً للمجتمع وعاملاً مساعداً في نهضته وتقدمه، كما إنَّه عنصرً مهم لقيادته مستقبلاً، وهذا يأتي عندما نوفر له الحياة السليمة وتوفير الرعاية الأبوية مع التربية العلمية الصحيحة))، إن الفنون التشكيلية التي من ضمنها الرسم تنمي القدرة على الابتكار في مجالات متنوعة لها علاقة بالحياة اليومية للتلميذ، فيصبح بذلك قادراً على اكتشاف الأشياء من حوله، وبإستمرار مزاولة الرسم يستطيع تنمية هذا الاكتشاف وابتكار أشياء جديدة مفيدة من صنع مخيلته، لإنَّه حين يرسم ويمارس هذه العملية ويعيشها بكامل كيانه يحاول أن يكشف عن معاني فريدة تتسم بالأصالة والتميز، والواقع أن جميع الأشياء التي يصنعها التلميذ المبتكر هي وسائل ذات قيمة فنية نافعة ولكنها تعد في الوقت نفسه غايات فهي شيء ممتع للنظر وتؤدي خدمة ووظيفة معينة للمجتمع، وتهيء الفرص أمام الطالب ليعمل من أجل حياة كريمة كلها بذل وعطاء،
التعرف على الفروقات الفردية نستطيع من خلال رسوم التلامذة التعرف على الفروقات الفردية التي تظهر من خلال رسوماتهم واكتشاف مشكلاتهم والتعرف على حاجاتهم وميولهم وقدراتهم الفنية، فالتلامذة الذين لم يستطيعوا أن يعبروا في رسوماتهم عن الأشياء المحيطة بهم وإحساساتهم الداخلية تظهر رسوماتهم مشوشة وغير متكاملة ولا ((يعرفون ماذا يصورون وإن رسموا فتبدو أشكالهم مشوشة غير واضحة المعالم لا تعني شيئأً في الحقيقة، ويرجع سبب ذلك أما لأنهم لا يستطيعون التركيز على خبرة معينة أو محددة أو لعدم وجود رغبة لديهم في التعبير، أو لكون الموضوعات المعطاة لهم متشابهة متكررة العناصر ليس لها تأثير في حاجاتهم أو نتيجة الظروف البيئية والمدرسية المحيطة بهم التي نقصد بها انعدام الحب والعطف والأمن والرفاهية، لأن هذه الظروف لها تأثيرها في رغبات التلاميذ وحاجاتهم في التعبير الفني. أما من ناحية سلوك التلامذة فان للرسم أثراً كبيراً في تهذيب سلوكهم وسط البيئة التي يعيشون فيها والتحولات الاجتماعية السريعة لأن ((للرسم تأثير وجدوى في تغيير سلوك وعادات التلاميذ وإعدادهم لمواجهة الصعاب في حياتهم العملية والتغلب عليها وتكييفهم للعالم المحيط بهم وجعلهم يتجاوبون للتغييرات والتحولات الجديدة التي تطرأ على عالمهم هذا من الناحية الفنية والمادية والاجتماعية، وتزويدهم بالمفاهيم والمعلومات القديمة والجديدة عن الفن العالمي))
وللفن بصورة عامة والرسم بصورة خاصة أهمية في تحقيق التعاون بين التلامذة أنفسهم وتعزيز حب المساعدة وإن الرسم، مجال فسيح من النشاط يتيح للتلامذة فرصة التعاون والتآزر لتحقيق جماعية القيادة، والرسم يسهم في تطوير الذائقة الجمالية لدى التلميذ من خلال ممارسته للنقد والمقدرة التأملية والمقدرة الإبداعية لديه

## تحقيق الديمقراطية
إن العلاقة التربوية الصحيحة والمنسجمة ما بين المعلم والتلامذة لها أهميتها في إشاعة الجو الديمقراطي من خلال النقاش الذي يدور بينهم لتعزيز تطوير أعمالهم الفنية وإكسابهم القوة في الرأي، وحين يتاح لكل عضو من مجموعة التلامذة أن يسأل ويسأل، يناقش ويجيب، يعارض ويثبت رأيه عندما يعرضون نتاجاتهم من لوحات الرسم ويتذوقها غيرهم من التلامذة ويقدروها ويعترفون بها نكون قد حققنا روح الديمقراطية بين التلامذة. إن التلميذ وهو يزاول هذه الفنون يكتسب معارف تتعلـق بـالتراث الحضاري العالمي الذي يحكي عـن التنظيمـات الاجتماعية وتركيـب المجتمعات ونظمها السياسية والاقتصادية والدينية، وإن الفنون التـشكيلية لها طبيعة معرفية موسوعية تتطلب دراسة جميع الأشياء والتعرف علـى الأحداث وهي مصدر غني لجمع المعلومات الهامة عن جميـع الثقافـات والعلوم وبذلك تشكل فرصة لتعزيز ثقافة التلميذ ورصيده المعرفي))
وتكمن أهمية رسوم الأطفال بإسـتخدامها فـي إعطاء صورة نوعية عن خصائص التفكير لدى الطفل، وتـستخدم فـي اختبارات الذكاء لأننا من خلالها نتعرف على النمو العقلي للطفل في كافة المراحل الدراسية إذ أن ((اختبار الذكاء أحد المصادر الرئيـسية لجمـع المعلومات حول التلاميذ كذلك هو مجموعة اختبارات النمو العقلي، وهي اختبارات مقننة بدقة، ولعلها أكثر الاختبارات دقة حتى الآن مـن بـين مجموعة الاختبارات المهمة التي تستخدم كأداة في القياسات العقليـة مـع فئات أخرى من الناشئة ومن هؤلاء المعوقين والمتخلفين الذين لا تـصلح معهم الاختبارات التقليدية أو الذين لا يمكن تطبيقها عليهم بسهولة بـسبب كونهم معوقين ومنهم الصم والمتخلفون عقلياً والمـصابون بـأنواع مـن الاضطرابات العصبية)).

## التعرف على الحاجات
فضلاً عن كل ذلك تعد دراسة رسوم التلامذة من الدراسات التي ((تمد الآباء والمعلمين بالقدرة على التعرف على حاجات الأطفال الحقيقيـة وما يعانيه الأطفال من عوامل نفسية والتعرف على ميولهم التـي تظهـر أثناء التعبير، وتساعدهم هذه الدراسات على مساعدة أطفالهم في التغلـب على ما يواجهونه من صعوبات وتزود الآباء بالمعلومـات والفهـم فيمـا يتعلق بالعلاقة بين رسوم أطفالهم ونمو شخـصيتهم)) وهنـا تكمـن الحاجة إلى مراعاة لميول الأطفال وإستعداداتهم المختلفة لأن الطفل هـو أحد أركان العملية التعليمية وفي كل مجالات التعلم سواء كانـت متـصلة بتعليم اللغـة أو الرياضـة أو العلـوم أو الفنـون أو غيرهـا، ومن هنـا يأتي ((تأكيد حق الطفل في رعاية متكاملة من كافـة النـواحي الـصحية والنفسية والتربوية حتى ينشأ قادراً على حمل رايـة الحـضارة وعلـى الإستمرار في مسيرة التنمية التي تقتضيها المراحـل المقبلـة)) ولقـد اهتمت المؤسسات الدولية بهذا الجانب الحيوي في الـشؤون الاجتماعية نظراً لما يمثله الطفل صحيح البدن والعقل من أهمية ودور حيـوي فـي رسم معالم المستقبل لدى الجيل الجديد.2
==العوامل المؤثره على نمو التعبير الابداعي الفني ==
يميل عدد غير قليل من الباحثين الذين تناولوا نمو التعبير الفني لدى الطفل إلى اتخاذ العمر الزمني اساسا لتفسير تدرجات هذا النمو ومراحله ومع ان تسلسل المراحل النمائيه بشكل منتظم مبدأ اساسي من مبادى النمو عموما. الا ان النمو يتاثر بمجموعه من المثيرات الأكثر من مجرد العمر الزمني والتي من شانها اما ان تيسر ذلك النمو وتسرع به أو تبطئ من سرعته وربما تعوقه
ويمكن تصنيف المثيرات المؤثره في النمو الفني والتعبير الابداعي عموما وفي الفنون بصفه خاصة في الفئات التالية:
اولا: مثيرات خاصة بالطفل ذاته: كالحالة الجسميه والانفعالية والعمر الزمني والاستعدادات العقليه والخبرات السابقة والأسلوب الادراكي المعرفي في تناول المدركات.
ثانيا: مثيرات بيئيه ثقافيه واجتماعيه اسريه: ومنها الثقافة التي يعيش الطفل في اطارها والأساليب الوالديه في تنشئه الأبناء والوضع الاقتصادي الاجتماعي للاسره واتجاهات الاسره نحو النشاط الفني وفرص التشجيع الممنوحة للطفل.
ثالثا: مثيرات بيئيه مدرسيه: ومن بينها مكانه الفن في التعليم، شخصيه المعلم وطريقه تدريسه، المواقف التعليمية المدرسيه 3

## التلميذ وابتكار الرموز
ومما لاشك فيه إن الإنسان يتميز على الحيوان فـي القـدرة علـى قراءة الرموز ومعرفة دلالاتها ((ولعل أهم ميـزات الإنـسان بالنـسبة للحيوان قدرته على التجريد وابتكار ((الرمـوز)) التـي تحـدد هـذا التجريد،))، والتلخيص في فن الرسم هو تحميل أبسط الرموز الـشكلية أكبر المعاني الفنية وإبراز أهم المميزات لتحسها العين الرائية. وعندما يبدأ التلامذة بالرسم على الورقة فإنهم أول ما يهتمـون بـه هو رسم خط الأرض وهي ظاهرة طبيعية لديهم إذ ((نـراهم يـضعون جميع الأشكال الطبيعية تقف على خط أرض واحد أو في طرف الورقـة من الأسفل وبطبيعة الحال إن هذا الخط لا يوجد في الطبيعة، ويـستنتج الباحثون في فنون الأطفال، إن هذه الظاهرة جاءت نتيجة لزيادة شـعور الطفل ببيئته وتعرفه على نظامها وتحسسه بأنه جزء منها، وعرف بـأن هناك علاقة مكانية بين الأشياء التي يجب أن تستند إلى أساس متين)).

## تكرار الأشكال في الرسم
((يؤكد الطفل في هذه المرحلة عن طريق تكراره لأشكاله الطبيعية بأنَّه وصل إلى تمثيل محـدد لها وإستقراره على تكرار عدد معين من الأشكال فـي أعمالـه وأصـبح تمثيله لكل شكل موجز شكلي ثابت يعيده عندما يطلب منه رسمه ثانية فهو يعيد موجزه بنفس الشكل بإستمرار، ويأتي هذا الاكتشاف نتيجة البحـث والتنوع في خطوطه وأشكاله الرمزية ويمكن أعتبارها مـدركات فكريـة جديدة))
ونلاحظ ظاهرة أخرى عند الطفل في هذه المرحلة بـ ((إنَّه يطيل بعض التفاصيل والأعضاء ليوصلها إلى المكان الذي يرغبـه أو لتـؤدي نشاطها، فإذا رسمت الأذرع طويلة دلت على القوة أو أنَّها تـشير إلـى الطموح حسب تحليل بعض علماء النفس، وإذا كانت طويلـة وضـعيفة فإنَّها تدل على الحاجة إلى التأييد من البيئة، ويعبـر الطفـل فـي رسـم الأذرع والأيدي عن مكونات الشخصية من طموح وعـدوان وثقـة فـي النفس وكفاءة والشعور بالذنب)).
==الدلالات اللونية==
يشكل اللون أهمية كبيرة بالنسبة للتلامذة ولكوننا نعيش فـي عـالم ملؤه الألوان ووسط بيئة ملونة فمن الطبيعي إن التلامذة سـيتأثرون بهـا ويعكسونها في رسوماتهم و ((للألوان أثرها في حياة الإنسان فمنهـا مـا تركن إليه النفس وترتاح لرؤياه، ومنها ما يثير الانفعال فيها بحيث يبعث في النفس الفرح والسرور أو الحزن أو الغضب، كمـا للألـوان دلالات ذات معاني نفسية خاصة، كل ذلك بسبب ما تتركه الألـوان بأعـصاب العين الباصرة من أثر))، واللون هو ((الوسيلة التي تعبر عن القـيم الشكلية والمعاني النفسية، وعن النواحي الجمالية المحضة عـن طريـق التوافق، وتحقيق التناغم، على وفق قانون جمالي من الصعب تحديـده، ولكنه مختمر في بصيرة الفنان، الذي تثيره الطبيعة ومـا يكتنفهـا مـن أسرار وأزدهار ألألوان، والتي تلهمه لينسج حولها أجواءً من الخواطر، ويضفي عليها من أحاسيسه الكامنة في النفس، وما يخالجها من مـشاعر مرهفة، مواجيد نطقت بلوحات رائعة، صـور فيهـا عـادات النـاس وحياتهم، فكان اللون المعبر الصادق والنـاطق لمـا فـي النفـوس مـن دفين، فعندما يختار التلميذ اللون يختاره على وفق تصوره الخـاص فرؤية الطفل للون تختلف عنها لدى الكبار، فالطفل لا يتعامل مع اللـون بحسب وظيفته بل يتعامل مع الصفة التي يحملها اللون، فاللون الأحمـر مثلاً لا يعبر لدى الطفل عن الحركة والانفعال والدم وما شابه فحـسب، بل يعبر عن حالة من البهجة والسرور، وهو أكثر الألوان تواجـداً فـي رسوم الأطفال، كما أن غالبية الأطفال يميلون إلـى الألـوان المتنـافرة (الكونتراست) في رسومهم والقليل مـنهم يفـضل الألـوان المتقاربـة (الهارموني)، وإن كان معظم الأطفال خياليين في طـبعهم وتـصورهم للأشياء، وعندما يضع التلميذ اللون فهو ((يلـون أشخاصـه الـذين يحبهم ويودهم بألوان زاهية لطيفة في حين يظهر أشخاصه الذين لا يحبهم بألوان مشوهة أو قبيحة أو مطموسة المعالم ويتبع كثير من الأطفال هـذه الظاهرة نحو ما يشعرون به من حنان ومحبة وشوق أو كره أو بغض من والديهم أو أحد أفراد عـائلتهم أو أصـدقائهم أو معلمـيهم، فيظهـرون أحاسيسهم وانطباعاتهم نحوهم على هذا الشكل)).
وقد أثبتت دراسة رسوم الأطفال على أن هناك صلات قائمة بـين الأطفال والأشياء المحيطة بهم ورسوم الأطفال تعرفنـا بتلـك الـصلات العاطفية فيما إذا كانت صلات مودة وحب وصلات كره وحقد، فالصلات الأولى ترى فيها الأطفال يظهرون رغبة جادة في التعبير عنها وأما الثانية فنراهم لا يستسيغون التعبير عنها ويشمئزون منهـا ولا يتلـذذون بهـا، ويمكن للمعلم معرفة ذلك عند محادثته للطفل ومناقشته والأستفسار عنهـا ويجب عليه مراقبة الطفل ورصد ما يرسمه من أشكال وما يـصدر عنـه من حركات دون أن يتدخل ويصححها بيده أو يطلب منه تـصحيحها لأن هذا التدخل قد يحرم الطفل من فرص يعبر بها عـن همومـه وأحزانـه وآلامه أو عن حبه وما يكنه من مودة نحو عائلته أو أصدقائه أو معلميـه وبقية معارفه والأشياء الأخرى المحيطة به ، وهكـذا ينمـو التلميـذ وتنمو معه تعبيراته الفنية مستخدماً الأشكال الخاصة به. وعندما نهتم بالطفل وبالدلالات التي ينتجها من خـلال رسـوماته ونقيمها فإنَّه بلا شك سوف يبدع ويتطور في قابليته وميوله ، إن التلميـذ في هذه المرحلة تكون حياته الخيالية الواسعة مرتبطة بحياته الاجتماعية وسلوكه ومزاجه وحالتـه النفـسية بالأشـياء المحيطـة بـه وبـصفاتها الواقعية ، وعندما ينظر المربي إلى رسوم التلامذة وبعـض تفاصـيلها فمن خلال بعض الدلالات والرموز يكتشف درجة ذكائهم وما يفكرون به وإذا رغبنا ((أن نعطي صورة نوعية عن خصائص التفكير لدى الطفـل ، يمكن أن ننظر في التفاصيل التي تظهر في الرسم ، ونحكم فـي عـددها وتناسبها ، وارتباط بعضها ببعض ، لجهة الموقع والشكل ومـا شـابه، فرسوم الأطفال المتخلفين مثلاً تتسم عادةً بنقص كبيـر فـي التفاصـيل، وبذلك تعكس عدم المقدرة على التفريق بين أجزاء الجسم وتعدادها ، كمـا أن هذه الرسوم تكشف عن ضعف شديد في إدراك التناسب بين عناصـر الجسم ، فالمتخلف أو البليد لا يملك حس التناسب كما يملكه الأولاد)) ولما تقدم كله فإن للدلالة أهمية كبيرة وإستخدامها من قبل التلامـذة أو الأطفال لها مردوداتها الإيجابية في العملية التعليمية التربوية.